# Амакасу-Мару №1
Амакасу-Мару № 1 (Amakasu Maru No.1) — судно, яке під час Другої світової війни взяло участь у операціях японських збройних сил у Мікронезії.

## Передвоєнна історія
Амакасу-Мару № 1 спорудили в 1940 році на верфі Kawaminami Kogyo Zosensho у Koyagi Jima (наразі частина міста Нагасаку) як вантажне судно на замовлення компанії Amakasu Sangyo Kisen.
31 березня 1941-го судно реквізували для потреб Імперського флоту Японії та призначили для використання як водяний танкер. З червня по листопад Амакасу-Мару № 1 працювало у Мікронезії, де відвідало (деякі неодноразово) атоли Джалуїт, Еніветок, Кваджелейн (усі — Маршаллові острови), а також острів Сайпан (Маріанський архіпелаг).

## Служба під час війни
На момент вступу Японії у війну Амакасу-Мару № 1 перебувало на Сайпані, звідки 8—11 грудня 1941-го рушило назад на схід та продовжило свою службу на Маршаллових островах. У наступні шість місяців судно багаторазово побувало на атолах Кваджелейн, Джалуїт, Вотьє, а також відвідало атоли Ронгелап, Бокак (двічі), Малоелап і острів Джабот. При цьому з лютого по червень 1942-го Амакасу-Мару № 1 щомісячно здійснювало один рейс на схід Каролінського архіпелагу на острів Понапе, який, через надзвичайно дощовий клімат, гарно підходив для набору прісної води.
27 червня — 9 липня 1942-го Амакасу-Мару № 1 пройшло з Кваджелейну до Токійської затоки, де до середини серпня проходило доковий ремонт у Йокогамі.
16—28 серпня 1942-го судно перейшло назад на Маршаллові острови. У наступні три місяці воно чотири рази відвідало Понапе та здійснило чергові рейси на Кваджелейн, Вотьє, Малоелап, Джалуїт.
20 грудня 1942-го Амакасу-Мару № 1 побувало на Ронгелапі, після чого попрямувало на північний схід Мікронезії до острова Вейк, захопленого японськими військами ще у грудні 1941-го. Вранці 24 грудня судно полишило Вейк і рушило в новий рейс до Понапе, втім, невдовзі після відплиття Амакасу-Мару № 1 було торпедоване та потоплене американським підводним човном USS Triton, загинуло 12 членів екіпажу.
У серпні 2016 рештки Амакасу-Мару № 1 були виявлені експедицією судна Okeanos Explorer, яка використовувала дистанційно керований апарат Deep Discoverer (при цьому експедиція первісно очікувала, що віднайдений на дні океану корабель виявиться японським есмінцем «Хаяте», який загинув під час першої невдалої атаки на Вейк).